# Els Alforins
Els Alforins este o arie protejată (arie specială de conservare — SAC, sit de importanță comunitară — SCI) din Spania întinsă pe o suprafață de 10.115,65 ha, integral pe uscat.

## Localizare
Centrul sitului Els Alforins este situat la coordonatele 38°47′50″N 0°48′00″W / 38.7972°N 0.8°V.

## Înființare
Situl Els Alforins a fost declarat sit de importanță comunitară în iulie 2001 pentru a proteja . Situl a fost protejat și ca arie specială de conservare în mai 2021.

## Biodiversitate
Situată în ecoregiunea mediteraneană, aria protejată conține 7 habitate naturale: Pante stâncoase calcaroase cu vegetație casmofită, Matorral arborescenți cu Juniperus spp., Pajiști carstice calcaroase sau bazofile, de Alysso-Sedion albi, Păduri de Quercus ilex și Quercus rotundifolia, Pajiști umede mediteraneene cu ierburi înalte de Molinio-Holoschoenion, Dune cu tufărișuri sclerofile Cisto-Lavenduletalia, Pseudostepă cu ierburi și specii anuale de Thero-Brachypodietea.
La baza desemnării sitului se află un număr nedeclarat de specii protejate:
Pe lângă speciile protejate, pe teritoriul sitului au mai fost identificate 2 specii de plante, 1 specie de amfibieni.